# Division de Munger
Munger est division territoriale  de l'État du Bihar en Inde. Sa capitale est la ville de Munger.

## Districts
- Jamui,
- Khagaria,
- Munger,
- Lakhisarai,
- Sheikhpura